# فتح‌آباد (بخش مرکزی رفسنجان)
فتح آباد، روستایی از توابع بخش مرکزی شهرستان رفسنجان در استان کرمان ایران است.

## جمعیت
این روستا در دهستان قاسم آباد قرار دارد و براساس سرشماری مرکز آمار ایران در سال ۱۳۸۵، جمعیت آن ۷۸۲ نفر (۱۹۵خانوار) بوده‌است.